# Lothar Windsperger
Lothar Windsperger (* 22. Oktober 1885 in Ampfing; † 30. Mai 1935 in Frankfurt am Main) war ein deutscher Komponist sowie langjähriger Lektor und Herausgeber bei B. Schott’s Söhne.

## Leben und Wirken
Lothar Windsperger, Sohn eines ortsbekannten Organisten und Schullehrers, erhielt die erste musikalische Grundausbildung von seinem Vater, den er aber bereits im Alter von fünf Jahren durch dessen Tod verlor. Windsperger blieb der Musik trotzdem treu, auch als er zunächst in Rosenheim, wohin er 1898 mit seiner Mutter gezogen war, auf einer Präparandenanstalt seine Ausbildung zum Volksschullehrer begonnen hatte. Im Jahre 1900 wechselte er schließlich auf die Königliche Akademie der Tonkunst München. Hier wurde er unter anderem von Josef Rheinberger und Rudolf Louis in Komposition und Harmonielehre sowie von August Schmid-Lindner im Klavierspiel unterrichtet. Später schlossen sich noch ein Studium bei Hugo Riemann in Leipzig und Werkwochen bei Hermann Abendroth an der Rheinischen Musikschule in Köln an.
Im Februar 1905 trat Windsperger in München mit einem Orchesterkonzert an die Öffentlichkeit, in dem er seine einstündige und einsätzige „Sinfonie der Sehnsucht“ aufführte. Nach dem Urteil von H. Teibler in der Allgemeinen Musikalischen Zeitung vom 24. Februar 1905 (S. 151) rief er damit aber „nur den Unwillen aller Wohlmeinenden hervor; dieses Konzert war ein Attentat auf den guten Willen des Publikums“.
1913 nahm er das Angebot an, beim Musikverlag B. Schott’s Söhne in Mainz als Lektor zu beginnen. Damit konnte er bei der Klärung spezieller Fragen im Rahmen der Herausgabe verschiedener Werke sowie beim Aufbau, der Struktur und der Technik der Kompositionen anderer Musiker Einfluss nehmen. So war er unter anderem auch Lektor der Werke von Josip Štolcer-Slavenski, Ernst Toch und Carl Orff. Besonders die musikpädagogischen Gedanken Orffs, dessen Werke in der Folgezeit ab 1923 vollständig bei Schott verlegt wurden, faszinierten Windsperger und er führte daher das Orff’sche Schulwerk in seiner Urfassung aus dem Jahr 1930 in verschiedenen Mainzer Kindergärten ein. Oft transkribierte Windsperger aus seiner Position heraus auch ganze Opern- und Chorwerke anderer Komponisten. Beispielsweise setzte er einen Großteil der Verdi- oder Wagneropern sowie schwierige Solo- oder Kammermusikkompositionen von weiteren Komponisten in gut spielbare Klavierpartituren um. Diese Neuauflagen verlegte er ebenso wie seine kompletten eigenen Kompositionen schließlich in Form von Sammelbänden bei Schott. Auch unter dem Pseudonym Leo (bzw. Louis) Artok veröffentlichte er Arrangements, Bearbeitungen und eigene Kompositionen.
Neben seiner Aufgabe im Schott-Verlag war Windsperger in Mainz und Wiesbaden als Lehrer für Theorie und Klavier tätig und folgte schließlich im Jahr 1933 einem Ruf ans Peter-Cornelius-Konservatorium der Stadt Mainz, wo er als Nachfolger des aufgrund seiner ungarisch-jüdischen Abstammung nach der Machtübernahme der Nationalsozialisten emigrierten Hans Gál die Position des Direktors übernahm. Zu seinen bekanntesten Schülern zählte hier Rudolf Desch. Doch bereits zwei Jahre später starb Windsperger am 30. Mai 1935 mit 49 Jahren.
Über Windspergers Wirken als Komponist der Spätromantik auf dem Wege zur Zeitgenössischen Musik schreibt Anton Würz in Band 14 des Musiklexikons Die Musik in Geschichte und Gegenwart:
„Das vielfältige Schaffen Lothar Windspergers bezeugt die schöpferische Kraft und Eigenart einer ernsten, verinnerlichten künstlerischen Persönlichkeit. Gleich den Größeren, M. Reger, H. Pfitzner und H. Kaminski, zwischen den Zeiten stehend, trachtete er von seinem epochal bedingten spätromant[ischen] Ausgangspunkt zu einer Durchdringung der überlieferten Formen mit neuen Ausdrucksmitteln zu gelangen. Seine Tonsprache ist oft herb, kaum je durch äußere Wirkungen überredend, aber reich an feinen expressiv-poetischen Zügen. Aus seinen Hauptwerken spricht ein starker ethischer Bekenntniswille. Sein V[iolin]-Konzert nennt H. Engel ‚oft von Brucknerscher Weihe und Religiosität erfüllt, noch mehr von der Weise G. Mahlers‘. Seine beiden großen Ch[or]w[erke] Missa Symphonica und Requiem wurden 1926 bzw. 1930 bei Erscheinen als sehr bedeutende Beitr[äge] zum zeitgenöss[ischen] Musikschaffen empfunden und als Zeugnisse einer überragenden schöpferischen Potenz gewürdigt. Charakteristische Beisp[iele] seiner Gabe, auch in kleinsten Formen Einprägsames zu sagen, zugleich auch seiner Art, sich mit neuen musiksprachlichen Mitteln (z. B. der Bitonalität) auseinanderzusetzen, bieten die Kl[avier]-Stücke op. 37.“

## Kompositionen (Auswahl)
- Was die deutschen Kinder singen – eine Blütenlese der heimatlichen Kinderlieder, zusammengestellt von einer deutschen Mutter. Für Klavier gesetzt von L. Windsperger. B. Schott’s Söhne, Mainz 1914.
- Deutsche Kinder-Lieder. Mit Spielregeln für die Spiellieder, für Klavier gesetzt von L. Windsperger. Nach dem Original von H. Willebeek Le Maire. B. Schott’s Söhne, Mainz 1916.
- Das Buch der Motive aus sämtlichen Opern und Musikdramen Richard Wagners, für Klavier mit übergelegtem Text herausgegeben von Lothar Windsperger. B. Schott’s Söhne, Mainz 1920.
- Verdi-Album. Ausgewählte Stücke aus den beliebtesten Opern von Giuseppe Verdi, zusammengestellt und bearbeitet für Klavier zu 2 Händen von Lothar Windsperger. Mainz, B. Schott’s Söhne 1920.
- Ode in c-moll für Viola solo op. 13.2. B. Schott’s Söhne, Mainz 1919.
- 15 Improvisationen für Violine solo. B. Schott’s Söhne, Mainz 1920.
- Streichquartett g-moll. B. Schott’s Söhne, Mainz 1920.
- Prélude, aria et final für Klavier von César Franck. Bearbeitung von Lothar Windsperger. B. Schott’s Söhne, Mainz 1921.
- Der mythische Brunnen, Zyklus von 7 Klavierstücken op. 27. B. Schott’s Söhne, Mainz 1921.
- 21 Lieder mit Klavierbegleitung op. 25. B. Schott’s Söhne, Mainz 1922.
- Rhapsodie-Sonate für Violoncello und Klavier op. 20. B. Schott’s Söhne, Mainz 1924.
- Fantasietten-Suite für Klavier op. 35. B. Schott’s Söhne, Mainz 1926.
- Missa symphonica für gemischten Chor, Soli, Orchester und Orgel op. 36. B. Schott’s Söhne, Mainz 1926.
- Kleine Klavier-Stücke op. 37. B. Schott’s Söhne, Mainz 1926.
- Requiem. Eine symphonische Totenmesse für gemischten Chor, 4 Solo-Stimmen, Orchester und Orgel op. 47. B. Schott’s Söhne, Mainz 1929.
- Skizzenbuch zu dem Album für die Jugend von Robert Schumann. B. Schott’s Söhne, Mainz.
- Werkverzeichnis (auszugsweise) bei B. Schott’s Söhne